# Паумгартнер, Бернхард
Бернхард Паумгартнер (нем. Bernhard Paumgartner; 14 ноября 1887, Вена — 27 июля 1971, Зальцбург) — австрийский дирижёр, композитор и музыковед. Сын музыковеда Ганса Паумгартнера и певицы Розы Папир.

## Биография
Учился в Вене, в частности, у Бруно Вальтера, одновременно окончил юридический факультет Венского университета.
В 1917 году возглавил зальцбургский Моцартеум и его оркестр. Под руководством Паумгартнера оркестр Моцартеум стал заметным явлением на европейской музыкальной сцене. Кроме того, Паумгартнер вместе с Максом Райнхардтом стоял у истоков Зальцбургского музыкального фестиваля и в дальнейшем (с 1959 г.) был его президентом. В 1938 г. после аншлюса Паумгартнер из-за своего отчасти еврейского происхождения был вынужден покинуть Австрию и жил во Флоренции. По окончании Второй мировой войны он вернулся в Зальцбург и до последних месяцев жизни был одной из центральных фигур зальцбургской музыкальной сцены. 27 января 1971 г. он в последний раз стоял за дирижёрским пультом.
Как музыковед Паумгартнер известен, прежде всего, своей биографией Моцарта (первое издание — 1927, десятое — 1993, переводы на английский, французский, испанский, итальянский, голландский языки). Он написал также книги о Шуберте (первое издание — Цюрих, 1943), Бахе, Бетховене. Как редактор он собрал и опубликовал в 1922 г. сборник произведений миннезингеров, редактировал издание учебника скрипичной игры Леопольда Моцарта, произведений Монтеверди, Локателли и др. Кроме того, Паумгартнер оставил несколько опер, в том числе «Пещера Саламанки» (нем. Die Höhle von Salamanca; 1923, по Сервантесу) и «Россини в Неаполе» (1935), балет «Пагоды», кантаты, хоровую музыку, песни, музыку к спектаклям (в том числе к «Королю Лиру», «Фаусту», «Турандот» и др.).